# Erysimum teretifolium
Erysimum teretifolium är en korsblommig växtart som beskrevs av Alice Eastwood. Erysimum teretifolium ingår i släktet kårlar, och familjen korsblommiga växter. Inga underarter finns listade i Catalogue of Life.